# Upper Kalskag
Upper Kalskag è un comune degli Stati Uniti d'America, situato nello Stato dell'Alaska e in particolare nella Census Area di Bethel.